# Ranavalona III

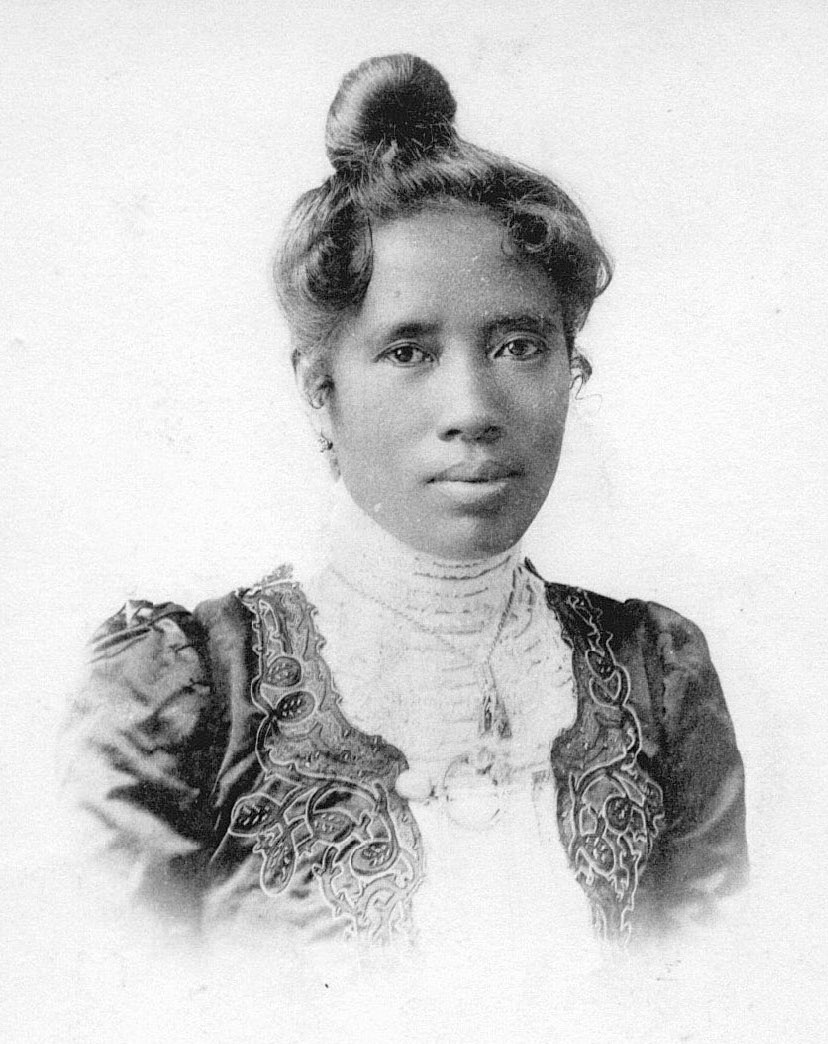
Ranavalona III, ca 1905.

Ranavalona III (Razafindrahety) född 22 november 1861 i Amparibe, Madagaskar, död 23 maj 1917 i exil i Algeriet, var den sista monarken (regerande drottningen) av Madagaskar 13 juli 1883–28 februari 1897.
Liksom de två föregående drottningarna av Merina-dynastin var hon gift med premiärminister Rainilaiarivony, i hans fjärde äktenskap. Under hennes regeringstid erövrades Madagaskar av Frankrike och ön blev en fransk koloni. Detta innebar slutet för kungadömet på ön och drottningen avsattes och skickades i exil till Réunion, och slutligen till Alger 1899, där hon avled 1917.